# Ксенарх
Ксенарх (греч. Ξεναρχος) (около 75 г. до н. э. — 10-е года I века н. э.) — перипатетик из Селевкии Киликийской.
В Риме, где он провёл конец жизни, был учителем географа Страбона; не соглашался с учением Аристотеля об эфире и написал против него книгу «Против пятой сущности», о которой упоминают император Юлиан, Дамаский и Симпликий. Симпликий сообщает о тринадцати возражениях и апориях, которые в общей сложности были выдвинуты Ксенархом против теории пятого элемента. Спустя два столетия глава перипатетической школы Александр Афродисийский (около 200 г.) попытался ответить на сформулированные Ксенархом возражения. Христианский неоплатоник Иоанн Филопон использовал критические замечания Ксенарха для доказательства, что мир не вечен, а сотворён.

## Перевод фрагментов Ксенарха
- Ксенарх Селевкийский. Против пятой сущности. Перевод С. В. Месяц // Космос и душа. Учение о вселенной и человеке в Античности и в Средние века (исследования и переводы) / Общ. ред. П. П. Гайденко, В. В. Петров. — М., 2005.С.102-105.